# 粒江村
粒江村（つぶえそん）は、かつて岡山県児島郡にあった村である。1950年（昭和25年）9月1日に倉敷市に編入され廃止された。現在は同市の粒江地区となっている。

## 沿革
- 1889年（明治22年）6月1日 - 町村制の施行により、黒石村・八軒屋村・粒浦村・粒江村の区域をもって粒江村が発足。村役場を大字粒江に設置。
- 1950年（昭和25年）9月1日 - 粒江村が倉敷市（旧）に編入。
- 1972年（昭和47年）2月1日 - 倉敷市・玉島市・児島市が合併し、倉敷市（新）を新設。